# Le Cerveau de Bart
Le Cerveau de Bart est un épisode de la série télévisée d'animation Les Simpson. Il s'agit du dix-huitième et dernier épisode de la trente-cinquième saison et du 768e de la série.

## Synopsis
Bart vend quelques vieux effets militaires de Abraham à Herman en échange d'un cerveau humain dans un bocal. Initialement utilisé pour des farces, Bart s'attache bientôt au cerveau et le considère comme son nouveau meilleur ami, au point de perturber tous ceux autour de lui et de faire honte à sa famille.

## Réception
Lors de sa première diffusion, l'épisode a attiré 0,62 million de téléspectateurs.